# Simone Lang (Eiskunstläuferin)

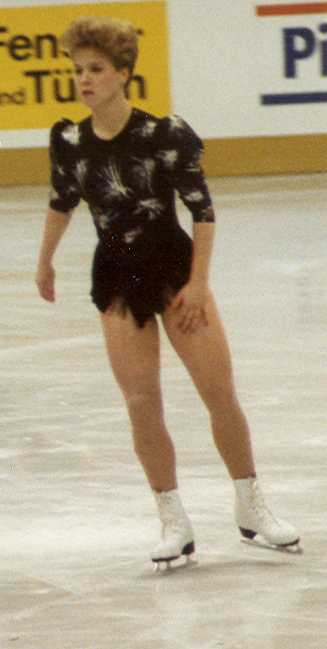
Simone Lang hier nach der Kür bei den Deutschen-Meisterschaften im Eiskunstlaufen 1992 in Unna.

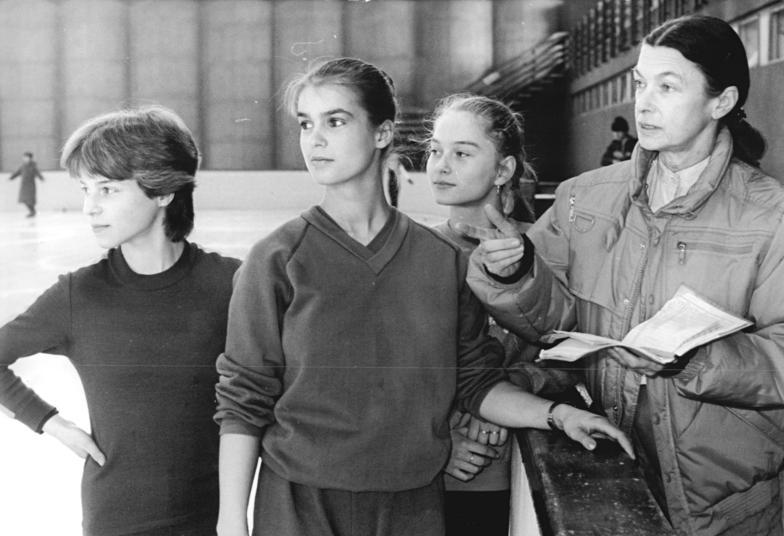
Simone Lang, Katarina Witt, Constanze Gensel, Jutta Müller (von links) in Karl-Marx-Stadt, 25. Dezember 1984

Simone Lang (* 30. April 1971 in Karl-Marx-Stadt) ist eine deutsche Eiskunstläuferin.
Simone Lang trainierte zunächst bei Jutta Müller, ging nach der Wiedervereinigung im Jahr 1991 nach Oberstdorf und trainierte dort bei Peter Jonas. Sie startete weiterhin für den EC Chemnitz.

## Erfolge/Ergebnisse

### Olympische Spiele
- keine Teilnahme

### Weltmeisterschaften
- 1989 – 12. Rang – Paris
- 1991 – 13. Rang – München
- 1995 – 17. Rang – Birmingham

### Europameisterschaften
- 1989 – 4. Rang – Birmingham
- 1990 – nicht teilgenommen
- 1991 – 9. Rang – Sofia
- 1992 – 4. Rang – Lausanne
- 1993 – 10. Rang – Helsinki

### DDR-Meisterschaften
- 1989 – 2. Rang

### Deutsche Meisterschaften
- 1991 – 4. Rang
- 1992 – 3. Rang
- 1993 – 2. Rang
- 1994 – 4. Rang
- 1995 – 3. Rang

### Andere Wettbewerbe
- 1992 - 1. Rang – Nebelhorn Trophy, Oberstdorf